# 王鍇 (弘治進士)
王鍇（1468年—？），字叔金，遼東定遼中衛官籍，順天府宛平縣人，明朝政治人物。

## 生平
山東鄉試第六十八名舉人。弘治十五年（1502年）中式壬戌科會試第一百二十九名，三甲第六十五名進士。授休宁知县，正德四年十一月选授陕西道監察御史。七年正月升陕西按察司佥事。

## 家族
曾祖王綱；祖父王忠，百戶；父王紀，百戶。母黃氏；繼母銀氏；繼母趙氏。具庆下。